# Nebkauhor-Idu
Nebkauhor-Idu (fl. XXIII secolo a.C.) è stato un principe egizio della VI dinastia, probabilmente figlio del faraone Pepi II (2284 - 2216/2184 a.C.; dibattuto).
Portava i titoli di "Figlio maggiore del re", "Visir", "Giudice supremo" e "Capo dei servi del dio della Piramide di Unis"; era cioè addetto al culto funerario del faraone Unis, l'ultimo della V dinastia, vissuto nel secolo precedente. La sua tomba è stata rinvenuta (come quella del fratello Ptahshepses D) proprio nei pressi della piramide di questo sovrano, a Saqqara (si tratta di una mastaba riutilizzata, precedentemente appartenuta al visir Akhtihotep della fine della V dinastia o dell'inizio della VI.